# Lichtleiter

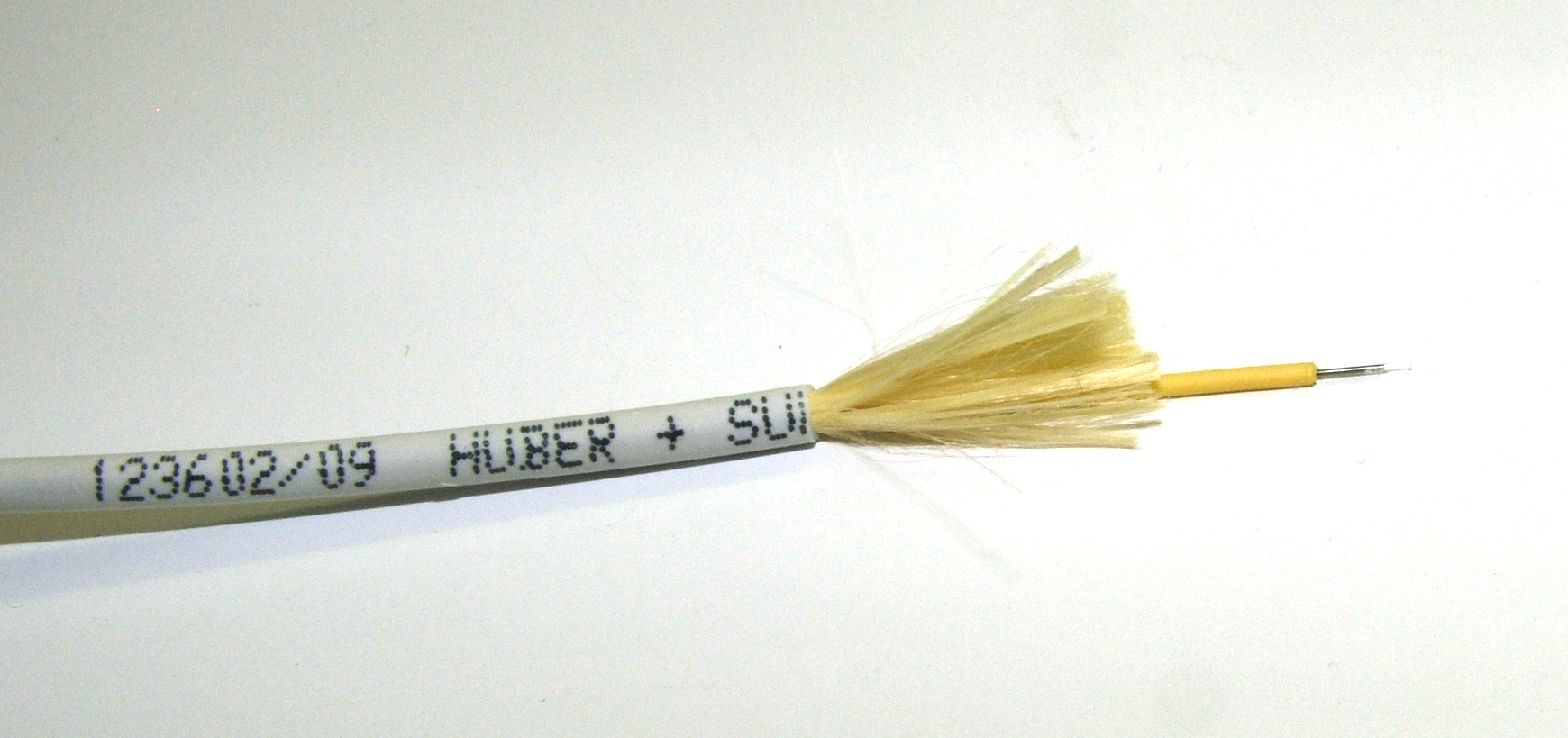
Beispiel für einen Lichtwellenleiter

Als Lichtleiter werden transparente Bauteile wie Fasern, Röhren oder Stäbe bezeichnet, die Licht über kurze oder lange Strecken transportieren. Die Lichtleitung wird dabei durch Reflexion an der Grenzfläche des Lichtleiters entweder
- durch Totalreflexion auf Grund eines geringeren Brechungsindex des den Lichtleiter umgebenden Mediums oder
- durch Verspiegelung der Grenzfläche oder
- durch einen geeigneten Brechungsgradienten erreicht.

Hauptvertreter ist der vorwiegend in der Nachrichtentechnik verwendete Lichtwellenleiter, der seinen Namen aufgrund der dort wesentlichen Rolle der Welleneigenschaften des Lichtes verdankt. Da die Lichtwellenleiter häufig aus Glasfasern bestehen, werden diese auch als Glasfaserkabel oder Lichtleitkabel bezeichnet. Neben der Datenübertragung finden sie auch Verwendung in faseroptischen Sensoren, zu Abbildungs- und Beleuchtungszwecken z. B. in Endoskopen, zum flexiblen Transport von Laserstrahlung, sowie in Beleuchtungsinstallationen oder zur Dekoration. Zu den Lichtwellenleitern gehören auch die teilweise oder ganz auf Kunststoff basierenden Fasern wie die polymeren optischen Fasern und die Hard Clad Silica Optical Fiber.
Weitere Lichtleiter sind planare Lichtwellenleiterstrukturen (PLWL), welche in Bauteilen der integrierten Optik Verwendung finden, wie z. B. Weichen und Schalter für die optische Nachrichtentechnik. Zu den Lichtleitern zählen auch lichtleitende Bauteile aus Kunststoff, wie z. B. PMMA oder Polycarbonat, für Anzeigen oder zur Hintergrundbeleuchtung (Edge Lit Display). So genannte Lichtröhren dienen der Gebäudebeleuchtung mit natürlichem Sonnenlicht.
Das Mineral Ulexit – in Form parallelfaseriger Bruchstücke – ist ein Beispiel für einen natürlich vorkommenden Lichtleiter.

## Geschichte
Einen der ersten „Lichtleiter“ erfand Philipp Bozzini 1806, bei dem Kerzenlicht über ein Spiegel- und Röhrensystem in Körperhöhlen und Hohlorgane geleitet wird. Damit schuf er das erste Endoskop.  1870 versuchte John Tyndall, Licht gezielt in und durch einen Wasserstrahl zu leiten, nachdem Jean-Daniel Colladon dies bereits demonstriert hatte. Mitte der 1950er Jahre wurden optische Leiter primär zur Beleuchtung innerer Organe in der Medizintechnik angewandt. Nach der Entwicklung des Lasers wurde es ab Mitte der 1960er möglich, Lichtleiter als Lichtwellenleiter zur Übertragung von Nachrichten einzusetzen.